# Claudia Amura
Claudia Amura est une joueuse d'échecs argentine née le 26 août 1970 à Buenos Aires.
Au 1er juillet 2019, elle est la deuxième joueuse argentine avec un classement Elo de 2 247 points.
Au 1er octobre 2004 elle atteignait un classement Elo de 2 372.

## Biographie et carrière
Grand maître international féminin depuis 1998, elle a remporté le championnat d'Argentine d'échecs féminin à cinq reprises (en 1985, 1987, 1988, 1989 et 2014).
Elle remporta la médaille d'argent au premier échiquier lors de l'Olympiade d'échecs de 1990. La même année, elle finit troisième du championnat du monde junior féminin et  cinquième du tournoi interzonal féminin de Azov avec 10 points sur 17 (tournoi toutes rondes avec 18 joueuses).
Elle remporta le championnat panaméricain d'échecs en 1997.
Dans les années 2000, elle participa au championnat du monde d'échecs féminin et fut éliminée au premier tour en 2000 (par Xu Yuhua) et en 2006 (par Irina Krush).